# Афьян, Альберт Владимирович
Альберт Владимирович Афьян (род. 15 января 1974) — армянский футболист, защитник.

## Биография
Альберт Афьян родился 15 января 1974 года.
Играл в футбол на позиции защитника. С 1993 года выступал в чемпионате Армении за «Котайк» из Абовяна. В первом же сезоне закрепился в основном составе, проведя 28 матчей. Всего в 1993—1997 годах сыграл 124 матча в чемпионате страны, забил 9 мячей. В 1995 году стал бронзовым призёром неофициального чемпионата Армении.
Следующие два сезона провёл во второй лиге чемпионата России. В 1998 году провёл 37 матчей и забил 2 мяча за владимирское «Торпедо», в 1999 году сыграл в 5 поединках за «Кавказкабель» из Прохладного и по ходу розыгрыша вернулся в Армению, где стал играть за ереванскую «Киликию». За два сезона провёл в её составе 47 поединков.
Оставшуюся часть карьеры также провёл в чемпионате Армении. В 2001 году сыграл 20 матчей за ереванский «Бананц», в 2002 году — 14 встреч в составе ереванского «Спартака». В 2003 году на счету Афяна 12 матчей за «Котайк» в высшей лиге и 1 матч за «Котайк-2003» в первой. В 2004—2005 годах защищал цвета ереванского «Динамо-Зенита», сыграл 52 матча, забил 1 гол.

## Достижения
«Котайк»
- Бронзовый призёр чемпионата Армении (1): 1995.
- Финалист Кубка Армении (2): 1995, 1995/96.